# Anaxarcha zhengi
Anaxarcha zhengi är en bönsyrseart som beskrevs av Ren och Wang 1994. Anaxarcha zhengi ingår i släktet Anaxarcha och familjen Hymenopodidae. Inga underarter finns listade i Catalogue of Life.